# Gschwandtkopf
 (janvier 2024).
Le Gschwandtkopf est une montagne d'une altitude de 1 495 m dans le massif du Wetterstein, en Autriche.

## Géographie

### Topographie
Le Gschwandtkopf s'élève comme une crête sur le plateau de Seefeld. À l'est se trouve le Seefelder Sattel (de) avec le village d'Auland et le Wildsee, au nord se trouve Seefeld et au nord-est se trouve la vallée du Raabach, qui relie Seefeld et Mösern (de). Au sud, le Gschwandtkopf se fond dans le Hochwand, qui descend abruptement d'environ 500 m dans la vallée de l'Inn. À environ 400 m au sud-ouest du sommet se trouve le Brennerköpfl (1 490 m d'altitude), un sommet secondaire légèrement inférieur. La montagne se situe entre les communes de Reith bei Seefeld et de Telfs ; la commune de Pettnau possède également une part sur le versant sud jusqu'au Brennerköpfl.

## Ascension

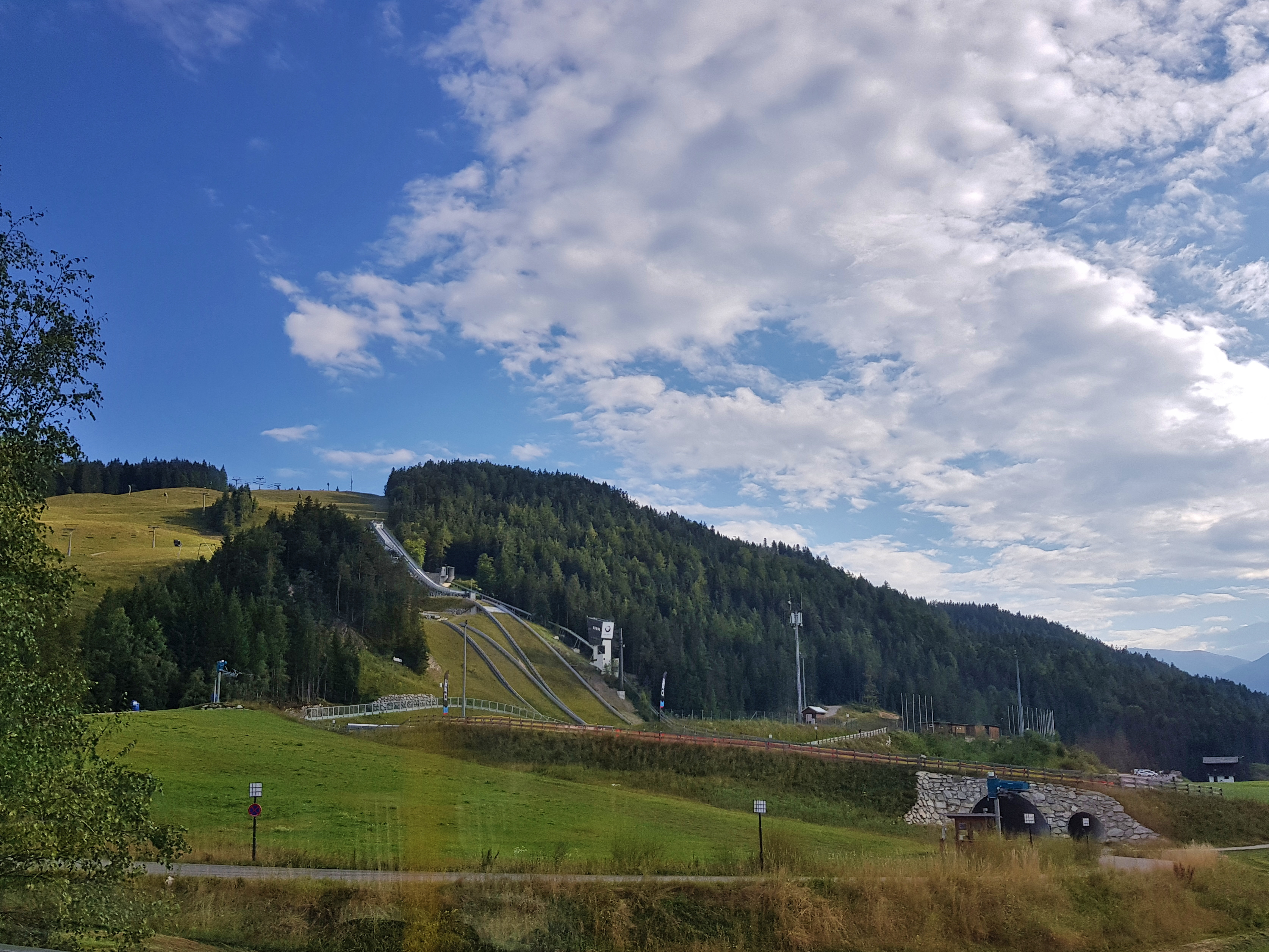
Vue du Gschwandtkopf.

Le Gschwandtkopf est développé comme domaine skiable. Des télésièges et téléskis mènent au sommet depuis Reith (celui-ci n'est plus en service), Seefeld et Mösern. Parmi les pistes, il y a aussi une piste de course homologuée FIS pour le slalom et le slalom géant. Le tremplin Toni Seelos se situe au pied nord de la montagne.